# Раброво (Болгария)
Раброво (болг. Раброво) — село в Болгарии. Находится в Видинской области, входит в общину Бойница. Население составляет 419 человек.

## Политическая ситуация
В местном кметстве Раброво, в состав которого входит Раброво, должность кмета (старосты) исполняет Венчо Младенов Черчеланов (Национальное движение «Симеон Второй» (НДСВ)) по результатам выборов правления кметства.
Кмет (мэр) общины Бойница — Анета Стойкова Генчева (Национальное движение «Симеон Второй» (НДСВ)) по результатам выборов в правление общины.